# タウンミーティング

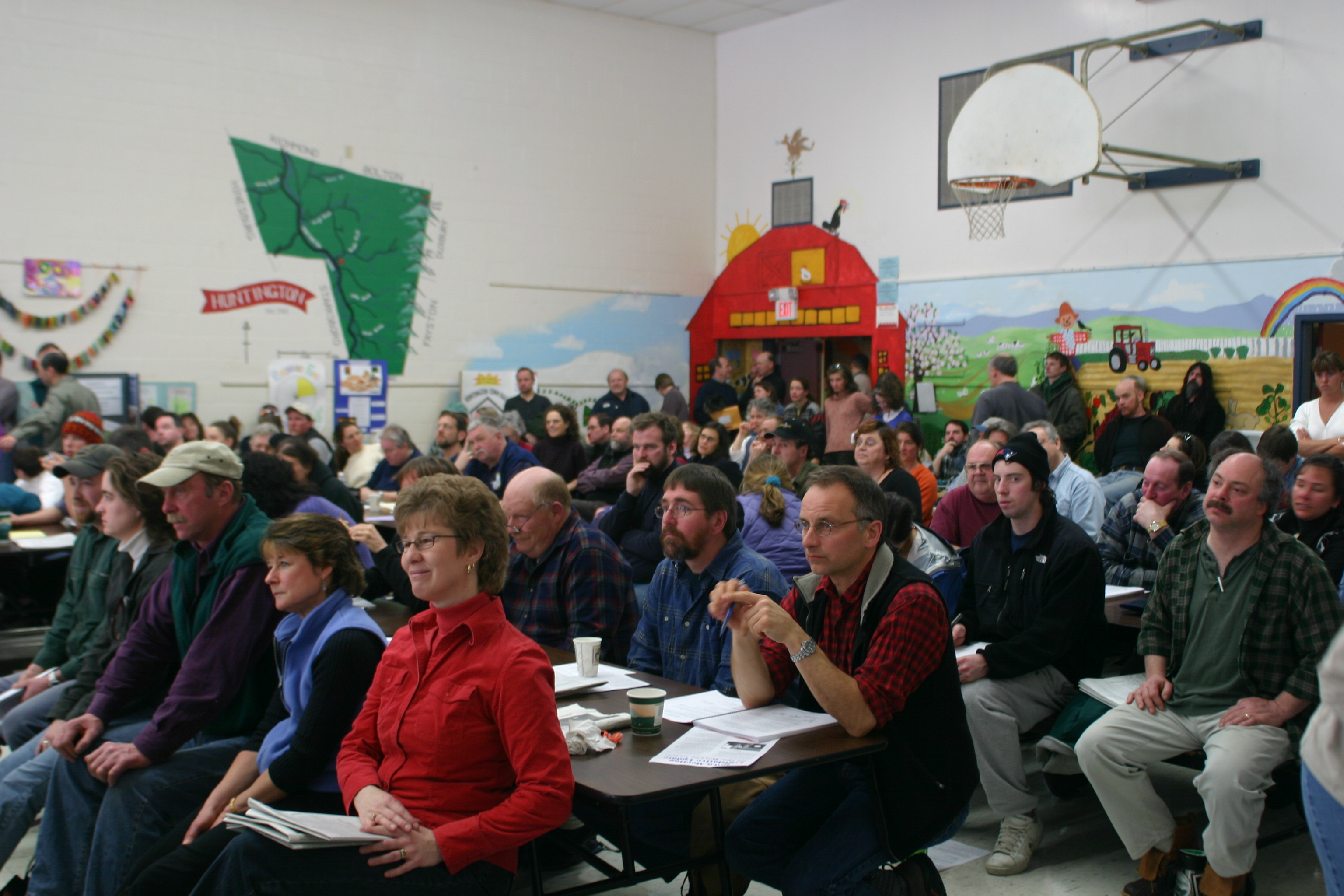
バーモント州ハンティントンにおけるタウンミーティング

タウンミーティング（英: town meeting）とは、17世紀以来アメリカ合衆国の一部地域で行われてきた直接民主制地方自治の一形態であり、住民の大部分が集合して地域の施策や予算を議決するというものである。

## 概説
ニューイングランド地方では植民地時代から現在までタウンミーティングによる地方自治が行われてきた。ニューイングランドは、ピルグリム・ファーザーズの影響から会衆派教会に属している者が多く、伝統的に住民自治の意識が高い。実際には州によって様々であるが、一般的には年1回住民が集い、行政委員(selectman)を選出し、予算、条例、その他その後1年間の地域の公的な取り組みについて議決する立法機関である。通常は地方自治体としての「町」(英: town)で行われるが、学校区や水道区など他の行政区分でも用いられる。
予算タウンミーティング
行政部門から提出された予算案のみを審議するもの。
代表制タウンミーティング
住民が投票区ごとに選出した代議員のみが審議するもので、間接民主制となる。

## 各州における特色
ニューイングランド6州の中では、マサチューセッツ州、メイン州では比較的古典的な制度のままであるのに対し、ニューハンプシャー州では改革が進み、ロードアイランド州に至ってはほぼ廃れている。またニューイングランド以外でもニューヨーク州では同様のタウンミーティングが行われていたが、20世紀半ばまでに廃れた。

### コネチカット州
事前に用意された議事に強く拘束される傾向があり、議論はするが、議事に載せられた条文を変えたり、付け加えたりはしない。また議事は大まかな計画のみを取り扱い、実際の規制などは行政部門に任される。

### マサチューセッツ州
人口6000人未満の町は常に直接制であり、それ以上の町は憲章を変更することで代表制を選択することもできる。

### ニューハンプシャー州
伝統的なタウンミーティングの他に、1995年から"SB 2"と呼ばれる2部制の議決制度が導入されている。まず投票の1ヶ月前に審議のみを行う会合が開かれ、ここでは文言や金額の変更が行われる。実際の議決は１ヶ月後の投票日に行われ、不在者投票も可能になっている。代表制も制度化されているが2006年現在まだ利用されていない。

### ロードアイランド州
各地方自治体の独自性が幅広く認められている。予算タウンミーティングを採用する町はあるが、それ以外では直接民主制は珍しくなっている。